# Lidia Augustyniak
Lidia Augustyniak (* 14. Mai 1994) ist eine polnische Diskuswerferin.

## Sportliche Laufbahn
Erste internationale Erfahrungen sammelte Lidia Augustyniak 2015 bei den U23-Europameisterschaften in Tallinn, bei denen sie mit einer Weite von 54,75 m den sechsten Platz belegte. 2017 nahm sie erstmals an der Sommer-Universiade in Taipeh teil und erreichte dort mit 52,91 m Rang neun. Zwei Jahre später wurde sie bei den Studentenweltspielen in Neapel mit 54,94 m Sechste.
2017 und 2018 wurde Augustyniak polnische Meisterin im Diskuswurf.